# Basilika San Piero a Grado

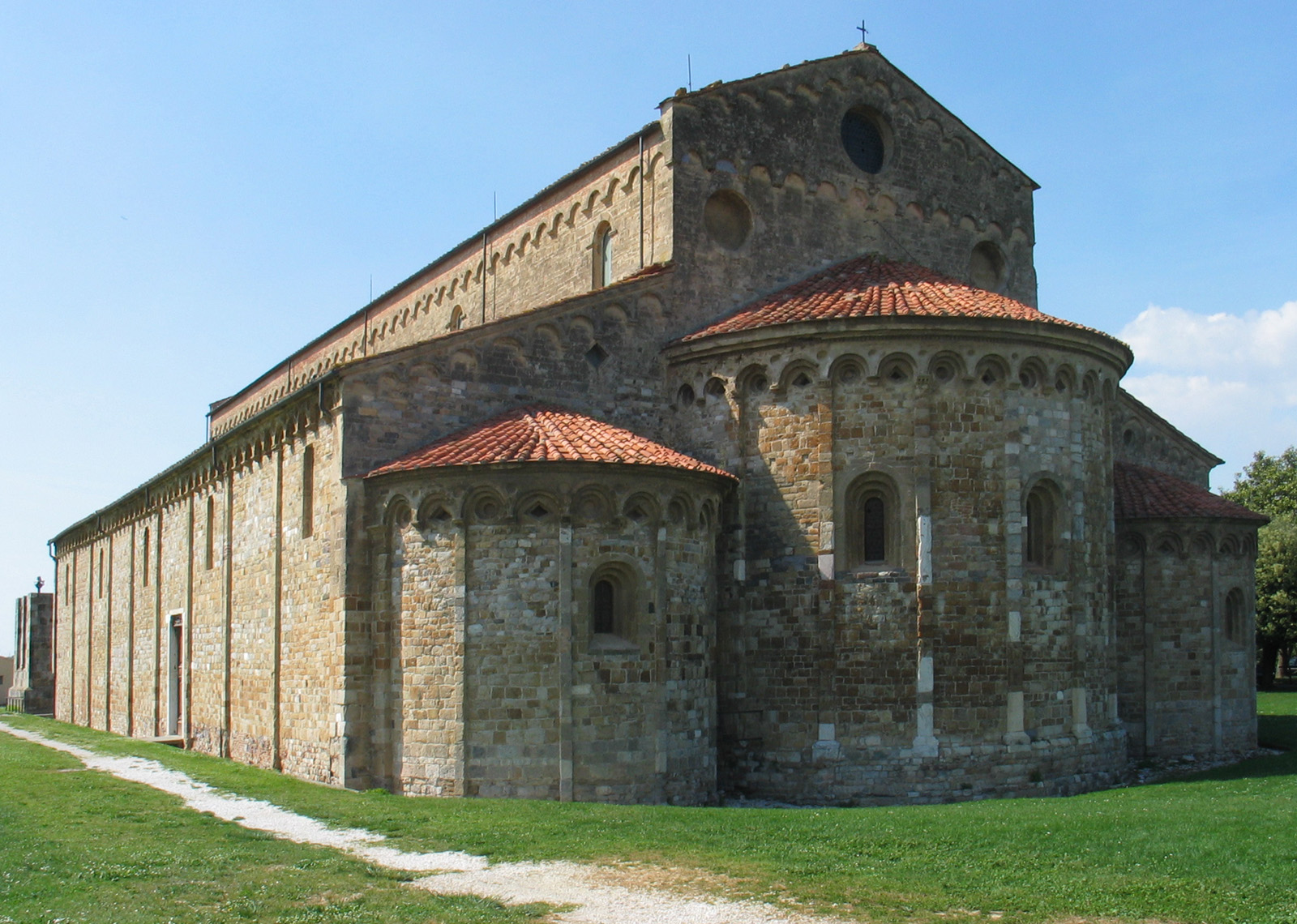
Basilika San Piero a Grado

Die Basilika San Piero a Grado liegt im gleichnamigen Ortsteil der toskanischen Stadt Pisa, ca. 8 km südwestlich der Innenstadt. Sie befindet sich an der Stelle, wo zu römischer Zeit der Hauptarm des Arno in eine Lagune mündete, die später versandete. Hier soll der Hl. Petrus auf seiner Reise nach Rom zum ersten Mal italienischen Boden betreten haben. Für die Pilger des Mittelalters war die Wallfahrtskirche eine wichtige Station auf dem Weg nach Rom. Schon aus dieser Zeit trägt sie den Titel Basilica minor.

## Baugeschichte
Der Bau der Basilika im romanisch-pisanischen Stil wurde im 10. Jahrhundert als Erweiterung eines älteren Bauwerkes begonnen und im 11. Jahrhundert vollendet. Ausgrabungen lassen drei Bauepochen erkennen: römische Fundamente von Hafengebäuden, die Mauer der Apsis der ersten, frühchristlichen Kirche aus dem 4. Jahrhundert und die Apsiden der zweiten Kirche aus dem 6./7. Jahrhundert.
Die Säulen mit ihren korinthischen, jonischen und sogar syrischen Kapitellen stammen von früheren römischen Gebäuden. Die Bögen zwischen den Säulen zeigen deutlich die unterschiedlichen Bauphasen dieser Basilika: zuerst die nach Osten mit kleineren Bögen und in der Folgezeit der Teil mit größeren Bögen zum Meer hin; wie man an den Fundamenten erkennt, hätte dieser Teil viel länger werden und mit der Fassade abschließen sollen. Die Zerstörung der Fassade bleibt bis heute ein Rätsel, und im Ergebnis wird die Basilika wie die antiken Basiliken aus der römischen Kaiserzeit von gegenüberliegenden Apsiden eingeschlossen.
Der Campanile stammte aus dem 12. Jahrhundert. Er wurde am 22. Juli 1944 von Soldaten der Wehrmacht bei deren Rückzug zerstört und nur als kurzer Stumpf wieder aufgebaut.

## Fresken im Inneren

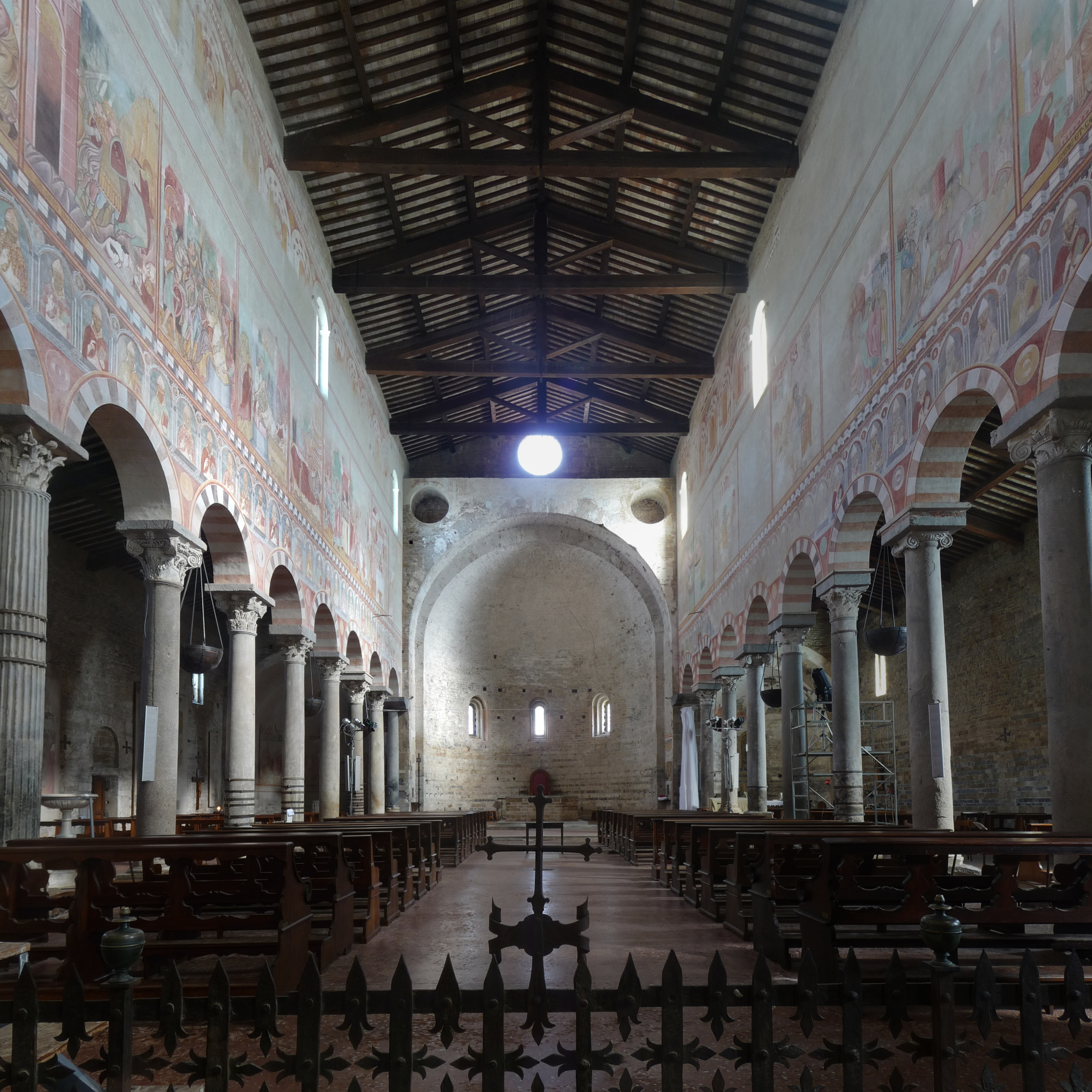
Basilika San Piero a Grado, Mittelschiff mit Freskenzyklus

Die Fresken im Innenraum der Basilika stammen aus den letzten Jahren des 13. und den ersten des 14. Jahrhunderts und wurden von Deodato Orlandi, einem in Pisa beschäftigten Maler aus Lucca, ausgeführt. Wie es scheint hat er in den einzelnen Darstellungen des Mittelschiffes Motive aus dem Leben des Hl. Petrus, von der Berufung Jesus, bis hin zu den Geschehnissen aus der Apostelgeschichte, die Ankunft „ad gradus arnenses“, das Martyrium zusammen mit dem vom Hl. Paulus, das Begräbnis und andere Ereignisse wiederholt, die einmal das Atrium der alten Basilika von St. Pietro sul Vaticano schmückten. Unterhalb dieser großen Fresken sind die römischen Päpste dargestellt, vom Hl. Petrus bis Johannes XVIII., der von 1004 bis 1009 Papst war. Diese besondere Folge der Papstbildnisse erinnert an die in S. Paolo in Rom, mit dem Unterschied, dass diese in S. Piero viel älter ist. Die Fresken in den Seitenschiffen sind durch die Nachlässigkeit der damaligen Zeit und die beachtlichen Umgestaltungen, die die Kirche im Laufe der Jahrhunderte erfahren hat, weitgehend verlorengegangen.

## Außenmauern
In der Verblendung der Außenmauern der Basilika finden sich einige Steine mit Reliefs im klassischen und romanischen Stil sowie einige Inschriften aus der Römerzeit. Unter dem Dachvorsprung auf der nördlichen Außenseite kann man schöne Keramiken in maurischem Stil bewundern; sie gehören zu den bekanntesten dieser Art von Verzierungen im Raum Pisa.